# Pseudopachychaeta orientalis
Pseudopachychaeta orientalis är en tvåvingeart som beskrevs av Yang, Kanmiya och Yang 1993. Pseudopachychaeta orientalis ingår i släktet Pseudopachychaeta och familjen fritflugor.
Artens utbredningsområde är Yunnan (Kina). Inga underarter finns listade i Catalogue of Life.